# Río Medina
Le río Medina, appelé río Metán dans son cours supérieur, est un cours d'eau du nord-ouest de l'Argentine qui coule dans la province de Salta. C'est un affluent du río Juramento dans lequel il conflue en rive droite. C'est donc un sous-affluent du rio Paraná.

## Géographie
Le río Medina prend sa source sous le nom de río Metán dans la sierra de Metán, petite chaîne de montagne située à l'ouest du département de Metán, qui culmine au cerro Crestón (avec 3.370 mètres), et qui constitue le rebord sud-est de la dépression de Lerma où se trouve la ville de Salta capitale de la province homonyme. Dans son cours supérieur, il reçoit de droite les eaux du río de las Cañas, puis en rive gauche celles du río Conchas, deux cours d'eau issus comme lui de la Sierra de Metán. 
Globalement, la direction de son cours va du sud-ouest vers le nord-est.
Dans son cours inférieur, il coule sur la plaine qui couvre le centre du département de Metán. Après avoir traversé la ville d'El Galpón, il finit sa course en se jetant en rive droite dans le río Salado del Norte (appelé río Juramento dans la province de Salta), au niveau du lac de retenue du barrage d'El Tunal.
Son bassin versant s'étend sur 1 906 km2. Son débit moyen à l'embouchure est de 3,51 m3/s.

## Régime
Peu abondant, le río Medina est de régime permanent, avec un débit maximal pendant les mois d'été (de décembre à mars). 

## Les débits mensuels à l'embouchure
Les débits de la rivière ont été observés sur une période de 42 ans (1942-1983) à la station hydrométrique dite Desembocadura, située à l'embouchure dans le río Salado del Norte ou Juramento, au niveau de l'extrémité sud du lac de retenue du barrage d'El Tunal. La superficie observée est de 1 906 km2, soit la totalité de son bassin versant.
Le débit annuel moyen ou module observé à cet endroit durant cette période était de 3,51 m3/s.
La lame d'eau écoulée dans le bassin versant atteint ainsi le chiffre assez modéré de 67,1 millimètres par an.